# سالومه (فیلم ۱۹۲۳)
سالومه (به انگلیسی: Salomé) فیلمی ۷۴ دقیقه‌ای به کارگردانی چارلز برایانت با بازی آلا نازیمووا است.